# Raimea (Opa)
Raimea ist eine osttimoresische Aldeia im Suco Opa (Verwaltungsamt Lolotoe, Gemeinde Bobonaro). 2015 lebten in der Aldeia 560 Menschen. Der Name „Raimea“ bedeutet übersetzt „Lehm“.

## Geographie
Raimea reicht vom Zentrum bis in den Südosten des Sucos Opa. Südöstlich befindet sich die Aldeia Mape und nördlich die Aldeia Tepa. Im Nordwesten grenzt Raimea an den Suco Deudet, im Nordosten an den Suco Lupal, im Südosten an den Suco Guda und im Süden an die Gemeinde Cova Lima mit ihrem Suco Labarai (Verwaltungsamt Suai). Der Foura durquert Raimeas Zentrum, bevor er nach Südosten schwenkt und den südlichen Teil der Grenze zu Lupal folgt.
Im Norden liegen die Berge Tulo (1285 m) und Sibi (976 m), nördlich des Foura außerdem der der Gubulba (906 m), der Lolo Beleasu (764 m) und der Sulogup (797 m). Südlich des Foura befinden sich der Zoba (593 m) und an der Grenze zu Cova Lima der Meope (702 m). Zwischen den Bergen des Nordens liegt Lolotoe, der Hauptort des Verwaltungsamts. Er besteht aus mehreren kleinen Gruppen von Häusern. Seinen Ostteil bildet die Siedlung Raimea, Mokou ist ein Vorort im Nordwesten. Südlich des Ortes Lolotoe befindet sich der See Tepha.
Im Ort Lolotoe befinden sich der Sitz des Sucos Opa und des Verwaltungsamtes Lolotoe, die Pfarrkirche Nossa Senhora de Fátima, ein Hospital, eine Bücherei, eine Polizeistation, eine Grundschule und eine Prä-Sekundarschule.

## Geschichte
In den Hügeln um den Zoba (Zoba Zova) entstand 1976 eine Widerstandsbasis (base de apoio), in der von der FRETILIN Flüchtlinge vor der indonesischen Invasion angesiedelt wurden. Sie wurde später von der indonesischen Armee zerstört.
Im Mai 1999, als das Unabhängigkeitsreferendum in Osttimor vorbereitet wurde, besetzten indonesische Truppen und pro-indonesische Milizen Deudet und Opa und begannen die Bevölkerung zu terrorisieren. Es kam zu willkürliche Verhaftungen, Missbrauch, Vergewaltigungen, Folter und Mord.
Indonesische Soldaten und Mitglieder der Miliz Kaer Metin Merah Putih (KMP) trieben Mitglieder und vermeintliche Unterstützer des CNRT zusammen, der Dachorganisation der Unabhängigkeitsbewegung Osttimors. Viele wurden geschlagen und gefoltert. Frauen wurden in einem so genannten Rape houses vergewaltigt. 2005 fand man in Lolotoe ein Massengrab mit 30 Unabhängigkeitsbefürwortern, die hier umgebracht wurden. Erst das Eintreffen der INTERFET beendete das Leiden der Bevölkerung.